# Umberto Maglioli
Umberto Vincenzo Luigi Maglioli (Bioglio, 5 giugno 1928 – Monza, 7 febbraio 1999) è stato un pilota automobilistico italiano.

## Biografia
Abbandonati gli studi di ingegneria, si avvicinò al mondo delle corse, inizialmente come copilota di  Giovanni Bracco. Gareggiò in numerose corse su strada e circuito, fra cui la Coppa d'Oro delle Dolomiti e la Targa Florio (vinta tre volte: nel 1953, nel 1956 e nel 1968), al volante di vetture sport, con le quali colse i più importanti successi della sua carriera.
Su Ferrari 625 ottenne i suoi due podi in gare di Formula 1: il 3º posto al Gran Premio d'Italia del 1954 e il 3º posto al Gran Premio d'Argentina del 1955. Abbandonò le corse dopo la Targa Florio del 1970, quando dovette ritirarsi dopo un'uscita di strada. Morì nel 1999 ed è oggi sepolto nel cimitero di Bioglio; nel 2012 gli fu sepolto accanto il fratello Claudio, anch'esso preparatore, collaudatore e pilota.

## Palmarès
1953
- Palermo - Monte Pellegrino: 1º assoluto su Lancia D20
- Targa Florio: 1º assoluto su Lancia D20
- 12 Ore di Pescara: 1º assoluto su Ferrari 4500
- Circuito di Guadalupa: 1º assoluto su Ferrari 375

1954
- Gran Premio di Puebla: 1º assoluto su Ferrari 375
- 1000 km di Argentina: 1º assoluto su Ferrari 375
- Gran Premio di Imola: 1º assoluto su Ferrari 500
- Gran Premio Supercortemaggiore: 1º assoluto su Ferrari 750
- Circuito di Senigallia: 1º assoluto su Ferrari 750
- Carrera Panamericana: 1º assoluto su Ferrari 375

1955
- Mille Miglia: 3º assoluto su Ferrari 376 S Scaglietti
- Circuito del Mugello: 1º assoluto su Ferrari 750M
- Aosta-Gran San Bernardo: 1º assoluto su Ferrari 750M
- 12 Ore di Pescara: 1º assoluto su Ferrari

1956
- 1000 km del Nürburgring: 1º di classe su Porsche 550RS 1500 (vedi Porsche 550 Spyder)
- Targa Florio: 1º assoluto su Porsche 550RS 1500 (vedi Porsche 550 Spyder)

1964
- 12 Ore di Sebring: 1º assoluto su Ferrari 275P

1968
- Targa Florio: 1º assoluto su Porsche 907 in coppia con Vic Elford

### Risultati in Formula 1
| 1953 | Scuderia         | Vettura        |  |  |  |  |  |  |  |  |   | Punti | Pos. |
| ---- | ---------------- | -------------- |  |  |  |  |  |  |  |  | - | ----- | ---- |
| 1953 | Scuderia Ferrari | Ferrari 553 F1 |  |  |  |  |  |  |  |  | 8 | 0     |      |

| 1954 | Scuderia         | Vettura                       |   |  |  |  |  |  |   |   |  | Punti | Pos. |
| ---- | ---------------- | ----------------------------- | - |  |  |  |  |  | - | - |  | ----- | ---- |
| 1954 | Scuderia Ferrari | Ferrari 553 F1 Ferrari 625 F1 | 9 |  |  |  |  |  | 7 | 3 |  | 2     | 18º  |

| 1955 | Scuderia         | Vettura                       |   |  |  |  |  |  |   |  |  | Punti | Pos. |
| ---- | ---------------- | ----------------------------- | - |  |  |  |  |  | - |  |  | ----- | ---- |
| 1955 | Scuderia Ferrari | Ferrari 625 F1 Ferrari 555 F1 | 3 |  |  |  |  |  | 6 |  |  | 1,33  | 21º  |

| 1956 | Scuderia                                     | Vettura       |  |  |  |  |  |     |     |     |  | Punti | Pos. |
| ---- | -------------------------------------------- | ------------- |  |  |  |  |  | --- | --- | --- |  | ----- | ---- |
| 1956 | Scuderia Guastalla Officine Alfieri Maserati | Maserati 250F |  |  |  |  |  | Rit | Rit | Rit |  | 0     |      |

| 1957 | Scuderia            | Vettura          |  |  |  |  |  |     |  |  |  | Punti | Pos. |
| ---- | ------------------- | ---------------- |  |  |  |  |  | --- |  |  |  | ----- | ---- |
| 1957 | Dr Ing F Porsche KG | Porsche 550RS F2 |  |  |  |  |  | Rit |  |  |  | 0     |      |

| Legenda | 1º posto     | 2º posto | 3º posto    | A punti         | Senza punti/Non class.  | Grassetto – Pole position Corsivo – Giro più veloce |
| Legenda | Squalificato | Ritirato | Non partito | Non qualificato | Solo prove/Terzo pilota | Grassetto – Pole position Corsivo – Giro più veloce |